# Olden, Norge
Olden är en tätort och kyrkby i Stryns kommun i Vestland fylke i västra Norge. Orten ligger där fylkesväg 60 möter fylkesväg 5724, på södra sidan av Nordfjord, sydöst om kommunens centralort Stryn. Här finns Oldens gamla kyrka och Oldens nya kyrka.
Tidigare har orten tillhört dåvarande Innviks kommun.

## Bilder

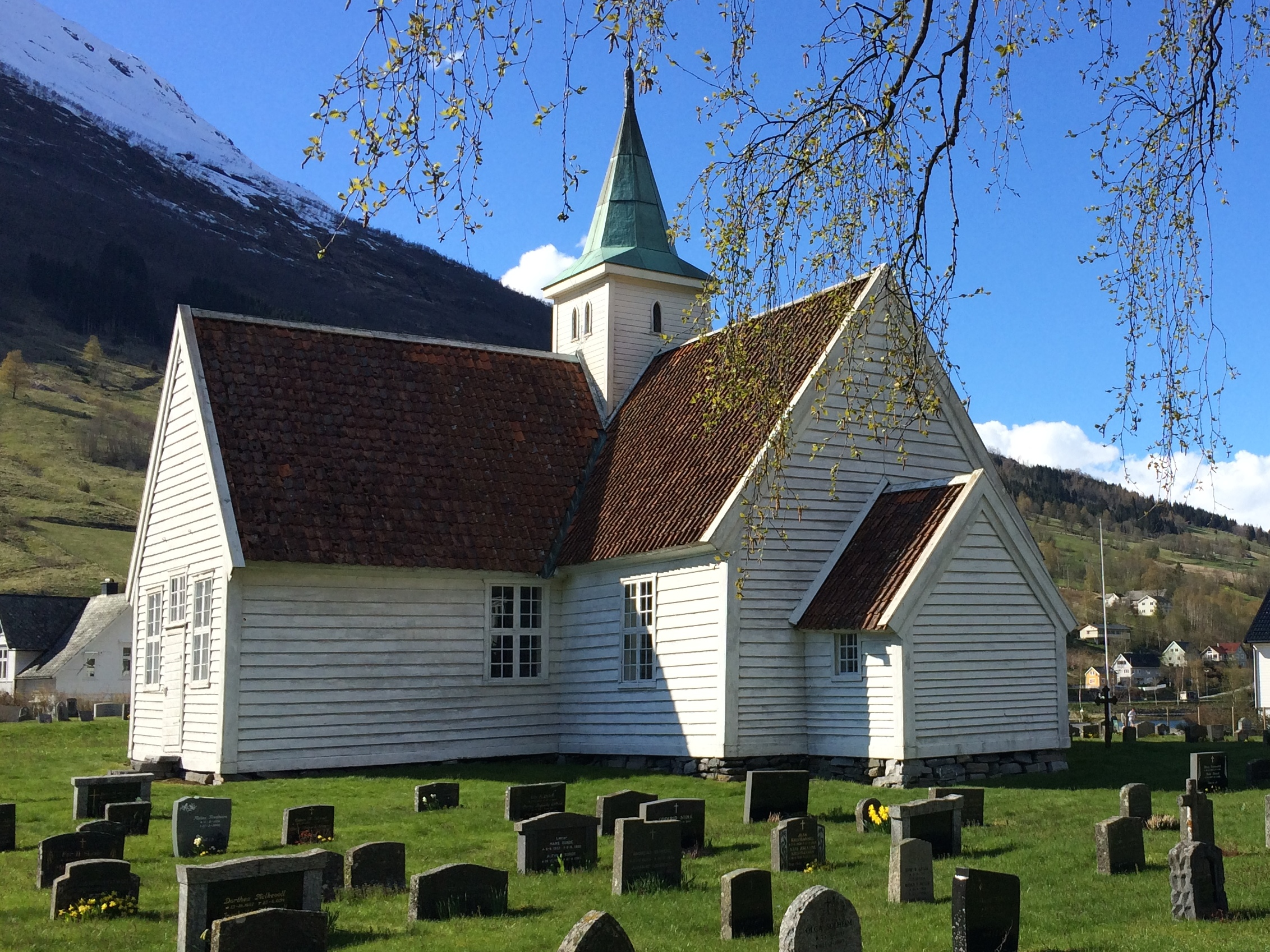
Oldens gamla kyrka.
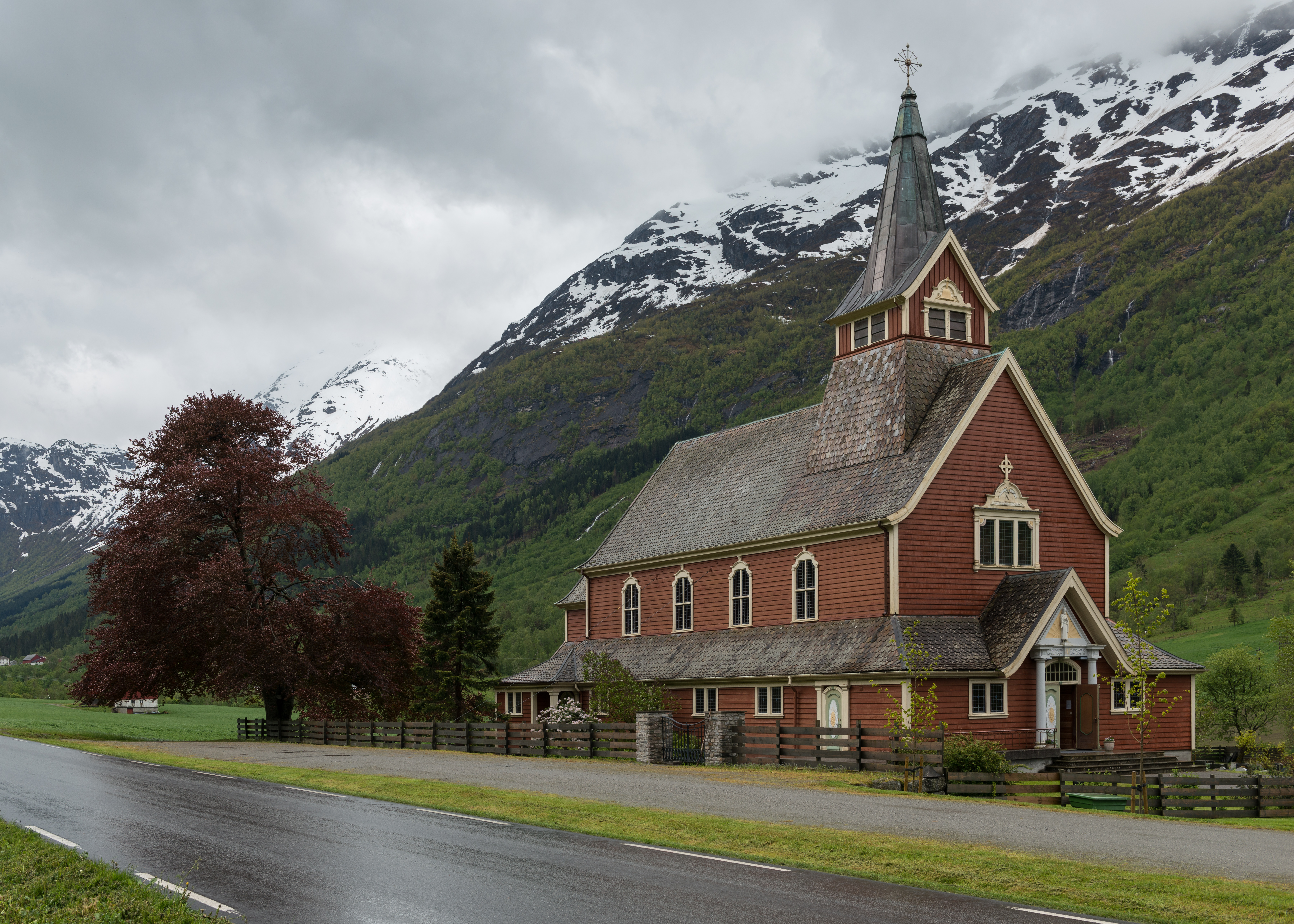
Oldens nya kyrka.